# Metidiocerus elegans
Metidiocerus elegans är en insektsart som först beskrevs av Flor 1861.  Metidiocerus elegans ingår i släktet Metidiocerus, och familjen dvärgstritar. Arten är reproducerande i Sverige.